# Edgar Levenson
Edgar Levenson je americký psychoanalytik, představitel interpersonální větve psychoanalýzy.
Jeho novinky v teorii se týkají především vztahu analytika a pacienta. Levenson, jako většina interpersonalistů, nevnímá analytika v terapeutickém vztahu jako neutrální figuru. Tvrdí, že pacient se pokouší analytika transformovat podle svých vzorců. Tomu se musí analytik aktivně ubránit a ujasnit si vlastní pozici ve vztahu s pacientem. Pak zvolí tři možné postupy – buď si své pojetí vztahu ponechá pro sebe, nebo bude pacienta konfrontovat popisem toho, jak se vztahem nakládá, případně zvolí maximálně "interpersonální" postup, tedy začne hovořit o vlastních pocitech ze vztahu s pacientem, začne "sám sebe analyzovat". Podle Levensona i jiných interpersonalistů touto sebeanalýzou může analytik vyvolat léčebný účinek u pacienta.
Levenson též zavedl pojem izomorfické transformace, aby popsal, jak se vzorec vztahů pacienta promítá na různé úrovně zkušenosti.